# Ernst Melan
Ernst Melan (Brünn, 16 de novembro de 1890 – Viena, 10 de dezembro de 1963) foi um engenheiro civil austríaco. Foi reitor da Universidade Técnica de Viena.
Filho do engenheiro civil Josef Melan, seu irmão Herbert Melan (1893–1960) foi também professor da Josef Melan. Na Universidade Técnica de Viena uma sala de aula é denominada em sua memória.

## Publicações selecionadas
- 1927: Die gewöhnlichen und partiellen Differenzengleichungen der Baustatik, gemeinsam mit Friedrich Bleich, Julius Springer-Verlag Berlin
- 1938: Zur Plastizität des räumlichen Kontinuums, Ingenieur-Archiv 9
- 1942: Die genaue Berechnung von Trägerrosten, gemeinsam mit Robert Schindler, Springer-Verlag Wien
- 1947/50: Der Brückenbau, Band 2–3, Deuticke-Verlag Wien
- 1950: Einführung in die Baustatik
- 1953: Wärmespannungen, com Heinz Parkus